# Гоффман (Оклахома)
Гоффман (англ. Hoffman) — місто (англ. town) в США, в окрузі Окмалгі штату Оклахома. Населення — 81 особа (2020).

## Географія
Гоффман розташований за координатами 35°29′20″ пн. ш. 95°50′42″ зх. д. / 35.48889° пн. ш. 95.84500° зх. д. (35.488857, -95.844885).  За даними Бюро перепису населення США в 2010 році місто мало площу 0,68 км², уся площа — суходіл.

## Демографія
Згідно з переписом 2010 року, у місті мешкало 127 осіб у 47 домогосподарствах у складі 37 родин. Густота населення становила 187 осіб/км².  Було 61 помешкання (90/км²).
Расовий склад населення:
| - 74,0 % — білих - 11,8 % — корінних американців - 7,1 % — чорних або афроамериканців |

До двох чи більше рас належало 7,1 %. Частка іспаномовних становила 0,0 % від усіх жителів.
За віковим діапазоном населення розподілялося таким чином: 29,1 % — особи молодші 18 років, 55,9 % — особи у віці 18—64 років, 15,0 % — особи у віці 65 років та старші. Медіана віку мешканця становила 35,8 року. На 100 осіб жіночої статі у місті припадало 119,0 чоловіків;  на 100 жінок у віці від 18 років та старших — 104,5 чоловіків також старших 18 років.
Середній дохід на одне домашнє господарство  становив 39 998 доларів США (медіана — 37 857), а середній дохід на одну сім'ю — 45 497 доларів (медіана — 38 214). За межею бідності перебувало 14,7 % осіб, у тому числі 0,0 % дітей у віці до 18 років та 0,0 % осіб у віці 65 років та старших.
Цивільне працевлаштоване населення становило 47 осіб. Основні галузі зайнятості: освіта, охорона здоров'я та соціальна допомога — 34,0 %, мистецтво, розваги та відпочинок — 17,0 %, виробництво — 12,8 %, науковці, спеціалісти, менеджери — 10,6 %.